# Jan Fajstavr
Jan Fajstavr (* 26. März 1944 in Starkenbach, Deutsches Reich, heute Teil von Tschechien) ist ein ehemaliger tschechoslowakischer Skilangläufer.

## Werdegang
Fajstavr, der für Dukla Liberec startete, belegte bei den Olympischen Winterspielen 1968 in Grenoble den 28. Platz über 50 km, den 23. Rang über 15 km und den 22. Platz über 30 km. Zudem wurde er zusammen mit Vít Fousek, Václav Peřina und Karel Štefl Neunter in der Staffel. Bei den Nordischen Skiweltmeisterschaften 1970 in Štrbské Pleso lief er auf den 31. Platz über 30 km sowie auf den achten Rang mit der Staffel und bei den Olympischen Winterspielen 1972 in Sapporo auf den 34. Platz über 30 km, auf den 29. Rang über 15 km sowie auf den 19. Platz über 50 km. Außerdem errang er dort zusammen mit Stanislav Henych, Ján Michalko und Ján Ilavský den achten Platz in der Staffel. Zwei Jahre später kam er bei den Nordischen Skiweltmeisterschaften in Falun auf den 23. Platz über 50 km, auf den 18. Rang über 30 km, auf den 14. Platz über 15 km und zusammen mit František Šimon, Jiří Beran und Stanislav Henych auf den fünften Platz in der Staffel. Letztmals international startete er bei den Olympischen Winterspielen 1976 in Innsbruck, wobei er den 35. Platz über 15 km und den 17. Platz über 50 km errang. Bei den tschechoslowakischen Meisterschaften siegte Fajstavr jeweils zweimal über 30 km (1971, 1972) und 50 km (1969, 1972).

## Teilnahmen an Weltmeisterschaften und Olympischen Winterspielen

### Olympische Spiele
- 1968 Grenoble: 9. Platz Staffel, 22. Platz 30 km, 23. Platz 15 km, 28. Platz 50 km
- 1972 Sapporo: 8. Platz Staffel, 19. Platz 50 km, 29. Platz 15 km, 34. Platz 30 km
- 1976 Innsbruck: 17. Platz 50 km, 35. Platz 15 km

### Nordische Skiweltmeisterschaften
- 1970 Štrbské Pleso: 8. Platz Staffel, 31. Platz 30 km
- 1974 Falun: 5. Platz Staffel, 14. Platz 15 km, 18. Platz 30 km, 23. Platz 50 km